# Partido entre Manchester City y Queens Park Rangers de 2012
El 13 de mayo de 2012, el Manchester City F. C. jugó contra el Queens Park Rangers F. C. en el Etihad Stadium en el trigésimo octavo y último partido de la edición 2011-12 de la Premier League. El City llegó al partido en primer lugar por diferencia de goles, empatado a 86 puntos con su rival local, el Manchester United F. C., y necesitaba igualar o mejorar el resultado del United ante Sunderland A. F. C. en el Stadium of Light para ganar el campeonato. Por el otro lado, el QPR llegó al partido un puesto por encima de la zona de descenso, sabiendo que un empate aseguraría la permanencia a expensas del Bolton Wanderers. El Manchester City ganó el partido y el título de liga de manera dramática, revirtiendo un déficit de 1-2 al marcar dos goles en 2 minutos y 5 segundos durante el tiempo de descuento (1:15 a 3:20), con el gol de la victoria anotado por Sergio Agüero a 100 segundos del pitido final, para asegurar su primer título de liga desde la temporada 1967-68. La victoria inició un período de dominio en el fútbol inglés para el City, con el club ganando siete títulos más de Premier League en los 12 años siguientes.
El partido, y más específicamente, el tercer gol del encuentro, ha sido descrito repetidamente como uno de los mejores momentos en la historia de la Premier League. Términos como «90:00 +3:20», «93:20», y «AGÜEROOOOOO!!!» han entrado en el folclore del Manchester City, el primero describe el segundo exacto del partido en el que se marcó el gol final, mientras que el segundo fue la respuesta en vivo del comentarista Martin Tyler al gol.

## Antecedentes

### Manchester City
| Pos. | Equipo            | PJ | G  | E | P  | GF | GC | Dif. | Pts. |
| ---- | ----------------- | -- | -- | - | -- | -- | -- | ---- | ---- |
| 1    | Manchester City   | 37 | 27 | 5 | 5  | 90 | 27 | 63   | 86   |
| 2    | Manchester United | 37 | 27 | 5 | 5  | 88 | 33 | 55   | 86   |
| 3    | Arsenal           | 37 | 20 | 7 | 10 | 71 | 47 | 24   | 67   |
| 4    | Tottenham Hotspur | 37 | 19 | 9 | 9  | 64 | 41 | 23   | 66   |
| 5    | Newcastle United  | 37 | 19 | 8 | 10 | 55 | 48 | 7    | 65   |

A lo largo de su historia, el Manchester City y Manchester United han sido rivales constantes, y sus enfrentamientos se volvieron particularmente relevantes durante la década de 1960 y principios de la de 1970, cuando Manchester era conocida como «La capital del fútbol inglés», pero mientras el United entró en un período de éxito sin precedentes durante la década de 1990, bajo el liderazgo de Alex Ferguson, el City en cambio tuvo problemas y pasó varias temporadas en el mismo período luchando en la segunda y tercera división. No obstante, después de que Mansour bin Zayed Al Nahyan adquiriera el control de la familia real de Abu Dabi, la suerte de los citizens cambió y en el transcurso de varias temporadas construyó un equipo capaz de luchar por un título por primera vez desde la década de 1970.
Con la rivalidad entre los dos clubes calentándose una vez más, Ferguson, percibiendo la creciente amenaza del City, proporcionó una serie de comentarios en respuesta a las preguntas de la prensa, describiendo al City como «vecinos ruidosos» después de un partido entre ambos equipos en 2009 terminando 4-3 a favor del United, y desestimando su potencial para desafiar la supremacía de los diablos rojos con las palabras «no en mi vida». De cara a la temporada 2011-12, muchos expertos seguían eligiendo al United como probable ganador de la liga, aunque se consideraba que la brecha tradicional entre los dos clubes se había reducido considerablemente después de que el City eliminara al United en las semifinales de la edición 2010-11 de la FA Cup, en su camino a ganar su primer trofeo en 35 años, además de clasificarse para la Liga de Campeones por primera vez en la era Premier League en la temporada anterior. Ambos equipos se igualaron en resultados en las primeras rondas, pero en el primer derbi de Manchester de la temporada, los ciudadanos sorprendieron al derrotar 1-6 al United en Old Trafford, igualando la mayor victoria récord en un partido entre ambos. Después de ese partido, el Manchester City tomó una ventaja de cinco puntos en lo más alto de la tabla, pero ocasionales malos resultados llevaron al United a recuperar el primer lugar en marzo.
Después de esta pérdida de puesto, la confianza del City pareció decaer y su mala forma resultante en los siguientes cuatro partidos terminó con el United liderando la tabla con ocho puntos cuando solo quedaban seis partidos por jugar. Sin embargo, tras haber tomado esta ventaja, los dos clubes parecieron intercambiar su forma, con el United sufriendo varios resultados pobres en comparación con las victorias consecutivas del City, y una victoria en casa por 1-0 en el segundo derbi de la temporada puso a los dos clubes empatados en puntos de cara a mayo. En el último partido de la temporada el 13 de mayo, ambos equipos estaban empatados en la cima de la tabla, con un récord idéntico de 86 puntos, 27 partidos ganados, 5 empatados, 5 perdidos y todos los equipos con 37 partidos jugados. Sin embargo, el Manchester City lideraba la tabla con una diferencia de goles (ocho goles mejor que el United), lo que significa que el City solo necesitaba ganar, igualar el resultado del Manchester United o una derrota de ellos para ganar la liga, y una victoria probablemente sería suficiente para asegurar el resultado. El City jugó de local contra un Queens Park Rangers que todavía está bajo amenaza de descenso, mientras que el United viajó al Stadium of Light para jugar enfrentar al Sunderland, que estaba a salvo en la mitad de la tabla y sin ninguna posibilidad de clasificación europea. En estas circunstancias, se esperaba que ambos equipos ganaran sus partidos.
Lo que aumentó la atmósfera del partido para el City fue el hecho de que en la alineación de su oponente se encontraban varios de sus exjugadores: Nedum Onuoha, Shaun Wright-Phillips y Joey Barton. El QPR también fue dirigido por Mark Hughes, quien había sido despedido del City dos años antes.

### Queens Park Rangers
| Pos. | Equipo              | PJ | G  | E  | P  | GF | GC | Dif. | Pts. |
| ---- | ------------------- | -- | -- | -- | -- | -- | -- | ---- | ---- |
| 15   | Wigan Athletic      | 37 | 10 | 10 | 17 | 39 | 60 | –20  | 40   |
| 16   | Aston Villa         | 37 | 7  | 17 | 13 | 37 | 51 | –14  | 38   |
| 17   | Queens Park Rangers | 37 | 10 | 7  | 20 | 41 | 63 | –22  | 37   |
| 18   | Bolton Wanderers    | 37 | 10 | 5  | 22 | 44 | 75 | –31  | 35   |
| 19   | Blackburn Rovers    | 37 | 8  | 7  | 22 | 47 | 76 | –29  | 31   |

En sus inicios, el Queens Park Rangers había sido un equipo tradicional de ligas inferiores, que se unió a la Football League en 1920 y pasó casi todos los siguientes 50 años en la tercera división. Sin embargo, a finales de los años 1960, el club experimentó un cambio de fortuna, ya que ganó dos ascensos consecutivos para llegar a la primera división, además de triunfar en la Copa de la Liga de 1967 para ganar su primer título importante. Aunque descendieron en su primera temporada en lo más alto del sistema de liga de fútbol de Inglaterra, regresaron nuevamente en 1983 y lograron permanecer esta vez durante un total de 13 temporadas, convirtiéndose en miembros fundadores de la Premier League en el proceso.
Tras el descenso en 1996, nuevamente se encontraron luchando en las divisiones inferiores, además de luchar contra dificultades financieras. La inversión de los multimillonarios Bernie Ecclestone, Flavio Briatore y Lakshmi Mittal a finales de la década de 2000 finalmente les dio una base financiera sólida, y en 2011 estaban de vuelta en la Premier League.
Desde su última estadía en la máxima categoría, las implicaciones financieras del descenso se habían vuelto mucho más severas, el cual podía evitarse a toda costa. En la pretemporada, muchos expertos habían dado por sentado que el QPR descendería a primera vista, y el club fue adquirido por el empresario malayo Tony Fernandes a mediados de agosto. Una buena racha de resultados en los primeros meses del año colocó a los Rangers firmemente en mitad de tabla, pero los resultados decayeron a fines de 2011 y para fin de año estaban apenas por encima de la zona de descenso, lo que llevó al despido del entrenador Neil Warnock el 8 de enero de 2012, siendo reemplazado por Mark Hughes, quien logró su primera victoria dos semanas después contra otro candidato al descenso, el Wigan Athletic. Hughes tendría que esperar exactamente dos meses para conseguir su segunda victoria: un triunfo por 3-2 sobre el Liverpool F. C. el 21 de marzo, que desencadenó una racha de cinco victorias en nueve partidos. QPR llegó al último partido de la temporada con solo dos puntos por encima de la salvación, sabiendo que necesitaba sumar al menos un punto en su último partido, o si sus rivales, el Bolton Wanderers no podía ganar, para garantizar la permanencia.

## Desarrollo del partido

### Formaciones
El Manchester City tenía una plantilla completa para elegir, y el único jugador que faltaba por lesión era Owen Hargreaves. Mientras que el QPR no había podido contar con Kieron Dyer (pie) ni Alejandro Faurlín (rodilla) desde agosto, mientras que Ákos Buzsáky (tendón de la corva), Shaun Derry (muslo), Samba Diakité (enfermedad) y Heidar Helguson (ingle) eran duda para el equipo de Hughes.

### Primer tiempo
El partido comenzó a las 15:00 horas (BST) frente a una multitud de 48.000 personas en el Etihad Stadium, además de una audiencia máxima de más de tres millones de espectadores en Sky Sports. El City empezó mejor el partido, con Samir Nasri fallando por poco una jugada en el minuto 15, después de que Paddy Kenny recuperara su propio balón perdido, y un minuto después, David Silva lanzó un tiro bajo directo a los brazos de Kenny. El defensa ciudadano Pablo Zabaleta abrió el marcador en el minuto 39; al no poder encontrar a su compatriota Carlos Tévez con un centro bajo, Zabaleta optó en cambio por hacer su propia incursión en el área. Rápidamente cerrado por Clint Hill y Taye Taiwo, Zabaleta optó por un disparo a puerta; el portero del QPR tuvo ambas manos para tocar el balón, pero solo pudo palmearlo por encima de su cabeza y hacia el segundo palo, donde rebotó para darle al argentino su único gol de la temporada. En la preparación del primer gol, el centrocampista del City Yaya Touré se lesionó y fue sustituido poco antes del descanso por Nigel de Jong.
Al descanso, con el City liderando 1-0 y el Bolton ganando 2-1 al Stoke City, el QPR estaba en posición de descender mientras que el City sería coronado campeón. El gol de Wayne Rooney en el minuto 20 del partido del Manchester United contra el Sunderland significó que el City necesitaba evitar perder puntos ante el QPR durante la segunda mitad para ganar el primer título.

### Segundo tiempo
El QPR empató a los tres minutos del segundo tiempo cuando Djibril Cissé aprovechó un cabezazo defensivo mal controlado de Joleon Lescott, entró en el área y disparó superando a Joe Hart al primer toque. Siete minutos más tarde, los hoops se quedaron con diez jugadores cuando Joey Barton pareció darle un codazo a Tevez para quitarle el balón y el árbitro Mike Dean le mostró la tarjeta roja directa. Alejándose de Dean, Barton se acercó a Sergio Agüero por detrás y le dio una patada en la parte posterior de la pierna antes de intentar darle un cabezazo a Vincent Kompany en la pelea que siguió. Luego de que su excompañero de equipo Micah Richards tuvo que escoltarlo fuera del campo, Barton hizo otro intento de iniciar una pelea con Mario Balotelli antes de que lo pudieran enviar al túnel.
A pesar de tener un jugador menos, el QPR volvió a marcar en el minuto 66 cuando un centro de Armand Traoré encontró a Jamie Mackie desmarcado para cabecear el balón ante Hart. El Manchester City respondió al marcador con un período de presión ofensiva sostenida. En el minuto 72, Kenny desvió un cabezazo de Tevez desde un córner, antes de que una defensa poco convincente en el segundo córner condujera a un disparo de Zabaleta que rebotó en el área. En el minuto 78, Agüero rescató un balón en la línea de gol para permitir que Edin Džeko disparara al ángulo más cercano que Kenny detuvo con la punta de su botín. Al minuto siguiente, Balotelli, recién ingresado en lugar de Tévez, lanzó un potente disparo directo. Durante una serie de cuatro tiros de esquina en corta sucesión, Kenny necesitó una atajada en picado para evitar que el cabezazo de Balotelli entrara en el ángulo superior.
Al final del tiempo reglamentario, los ciudadanos necesitaban marcar dos goles más para ganar el título. Un gol del empate en el minuto 77 para el Stoke City en su partido contra el Bolton, significó que el QPR estaba más cerca de la salvación. Al final del partido se añadieron cinco minutos de descuento y el City siguió ejerciendo presión. En el segundo de esos minutos, Džeko empató, rematando de cabeza con potencia un córner lanzado por Silva.
Tras el saque inicial, Jay Bothroyd simplemente envió el balón fuera para un saque lateral. El QPR despejó el ataque resultante, pero después de perder el control del balón en la mitad del City, el balón fue jugado directamente a Agüero. En este punto, el partido Sunderland-Manchester United había terminado 1-0 y el partido Stoke-Bolton había terminado 2-2. Así, el City necesitaba marcar otro gol mientras el QPR estaba a salvo, aunque aún no lo sabía, mientras que el Manchester United consiguió su victoria, un resultado que coloca a los red devils a segundos de ganar el campeonato por 13.ª vez. En el minuto 94, el argentino pasó a Balotelli, quien fue desviado por una entrada de Anton Ferdinand y cayó al suelo. Con la pierna extendida, el italiano logró desviar el balón hacia el Kun, quien esquivó un tackle de Taiwo antes de disparar un potente tiro bajo a la esquina del arco con fuerza en el primer poste más allá de Kenny, ganando el título para el Manchester City en 44 años. Al reanudarse el encuentro, Agüero fue amonestado por excesiva celebración, mientras que el QPR -sabiendo que ya estaba a salvo del descenso-, volvió a sacar el balón fuera y permaneció en su propio campo mientras que Gaël Clichy y Hart pasaban el balón cerca de su banderín de esquina hasta que Dean dio por finalizado el encuentro unos segundos después, ante lo cual los hinchas del Manchester City invadieron el terreno de juego tras ganar su primer título de Premier League.

### Ficha del partido
| 25         | Guardameta     | Joe Hart        |     |
| 5          | Defensa        | Pablo Zabaleta  |     |
| 4          | Defensa        | Vincent Kompany |     |
| 6          | Defensa        | Joleon Lescott  |     |
| 22         | Defensa        | Gaël Clichy     |     |
| 19         | Centrocampista | Samir Nasri     |     |
| 42         | Centrocampista | Yaya Touré      | 45' |
| 18         | Centrocampista | Gareth Barry    | 69' |
| 21         | Centrocampista | David Silva     |     |
| 32         | Delantero      | Carlos Tévez    | 76' |
| 16         | Delantero      | Sergio Agüero   |     |
| Entrenador | Entrenador     | Roberto Mancini |     |

| 1          | Guardameta     | Paddy Kenny           |     |
| 42         | Defensa        | Nedum Onuoha          |     |
| 35         | Defensa        | Anton Ferdinand       |     |
| 3          | Defensa        | Clint Hill            |     |
| 34         | Defensa        | Taye Taiwo            |     |
| 12         | Centrocampista | Jamie Mackie          |     |
| 4          | Centrocampista | Shaun Derry           |     |
| 17         | Centrocampista | Joey Barton           |     |
| 32         | Centrocampista | Shaun Wright-Phillips |     |
| 23         | Delantero      | Djibril Cissé         | 59' |
| 52         | Delantero      | Bobby Zamora          | 76' |
| Entrenador | Entrenador     | Mark Hughes           |     |

| 34 | Centrocampista | Nigel de Jong   | 45' |
| 10 | Centrocampista | Edin Džeko      | 69' |
| 45 | Delantero      | Mario Balotelli | 76' |

| 13 | Delantero | Armand Traoré | 59' |
| 10 | Delantero | Jay Bothroyd  | 76' |

| Anotado | 39'   | Pablo Zabaleta | 1:0 |
| Anotado | 90+2' | Edin Džeko     | 2:2 |
| Anotado | 90+4' | Sergio Agüero  | 3:2 |

| Anotado | 48' | Djibril Cissé | 1:1 |
| Anotado | 66' | Jamie Mackie  | 1:2 |

| Amonestado | 90+5' | Sergio Agüero |

| Amonestado | 77' | Jay Bothroyd |

| Expulsado | 55' | Joey Barton |

| Árbitro | Mike Dean |

| 25         | Guardameta     | Joe Hart        |     |
| 5          | Defensa        | Pablo Zabaleta  |     |
| 4          | Defensa        | Vincent Kompany |     |
| 6          | Defensa        | Joleon Lescott  |     |
| 22         | Defensa        | Gaël Clichy     |     |
| 19         | Centrocampista | Samir Nasri     |     |
| 42         | Centrocampista | Yaya Touré      | 45' |
| 18         | Centrocampista | Gareth Barry    | 69' |
| 21         | Centrocampista | David Silva     |     |
| 32         | Delantero      | Carlos Tévez    | 76' |
| 16         | Delantero      | Sergio Agüero   |     |
| Entrenador | Entrenador     | Roberto Mancini |     |

| 1          | Guardameta     | Paddy Kenny           |     |
| 42         | Defensa        | Nedum Onuoha          |     |
| 35         | Defensa        | Anton Ferdinand       |     |
| 3          | Defensa        | Clint Hill            |     |
| 34         | Defensa        | Taye Taiwo            |     |
| 12         | Centrocampista | Jamie Mackie          |     |
| 4          | Centrocampista | Shaun Derry           |     |
| 17         | Centrocampista | Joey Barton           |     |
| 32         | Centrocampista | Shaun Wright-Phillips |     |
| 23         | Delantero      | Djibril Cissé         | 59' |
| 52         | Delantero      | Bobby Zamora          | 76' |
| Entrenador | Entrenador     | Mark Hughes           |     |

| 34 | Centrocampista | Nigel de Jong   | 45' |
| 10 | Centrocampista | Edin Džeko      | 69' |
| 45 | Delantero      | Mario Balotelli | 76' |

| 13 | Delantero | Armand Traoré | 59' |
| 10 | Delantero | Jay Bothroyd  | 76' |

| Anotado | 39'   | Pablo Zabaleta | 1:0 |
| Anotado | 90+2' | Edin Džeko     | 2:2 |
| Anotado | 90+4' | Sergio Agüero  | 3:2 |

| Anotado | 48' | Djibril Cissé | 1:1 |
| Anotado | 66' | Jamie Mackie  | 1:2 |

| Amonestado | 90+5' | Sergio Agüero |

| Amonestado | 77' | Jay Bothroyd |

| Expulsado | 55' | Joey Barton |

| Árbitro | Mike Dean |

#### Estadísticas
|                   | Manchester City | Queens Park Rangers |
| Goles             | 3               | 2                   |
| Posesión de balón | 81.3%           | 18.7%               |
| Remates a puerta  | 15              | 3                   |
| Remates           | 10              | 0                   |
| Remates atajados  | 19              | 0                   |
| Saques de esquina | 19              | 0                   |
| Faltas            | 4               | 7                   |
| Patadas           | 15              | 22                  |
| Fuera de juego    | 1               | 1                   |
| Amonestaciones    | 1               | 1                   |
| Expulsiones       | 0               | 1                   |

## Repercusiones

### Manchester City
| Pos. | Equipo            | PJ | G  | E | P  | GF | GC | Dif. | Pts. |
| ---- | ----------------- | -- | -- | - | -- | -- | -- | ---- | ---- |
| 1    | Manchester City   | 38 | 28 | 5 | 5  | 93 | 29 | 64   | 89   |
| 2    | Manchester United | 38 | 28 | 5 | 5  | 89 | 33 | 56   | 89   |
| 3    | Arsenal           | 38 | 21 | 7 | 10 | 74 | 49 | 25   | 70   |
| 4    | Tottenham Hotspur | 38 | 20 | 9 | 9  | 66 | 41 | 25   | 69   |
| 5    | Newcastle United  | 38 | 19 | 8 | 11 | 56 | 51 | 5    | 65   |

Con este resultado, el Manchester City selló su primer título de liga desde la temporada 1967-68, y su primer trofeo de Premier League; además se convirtieron en el primer, y actualmente único, club en ganar la Premier League solo por diferencia de goles. Cuando sonó el pitido final, los aficionados del City respondieron con una invasión del campo. Phil Foden, quien en ese entonces tenía 11 años, estaba entre los fanáticos que ingresaron al campo de juego para celebrar: haría su debut con el club cinco años y medio después.
Los medios de comunicación elogiaron inmediatamente el partido como un momento histórico: The New York Times lo describió como «el final más dramático e improbable de la temporada inglesa que nadie pueda recordar», y la BBC afirmó que fue «una pieza verdaderamente notable de teatro del fútbol y la conclusión más dramática de una temporada en la historia de la Premier League», mientras que Bleacher Report lo etiquetó como «la manera perfecta de terminar lo que muchos creen que ha sido la mejor temporada de la Premier League de todos los tiempos». En las entrevistas posteriores al partido, el entrenador ciudadano, Roberto Mancini, comentó: «Nunca había visto algo así. Nunca. Es increíble, no sé qué decir». El capitán Vincent Kompany se refirió al drama de la victoria con las siguientes palabras: «Quiero decir que es el momento personal de mi vida, pero si soy sincero, por favor, nunca más vuelva a ocurrir algo así».

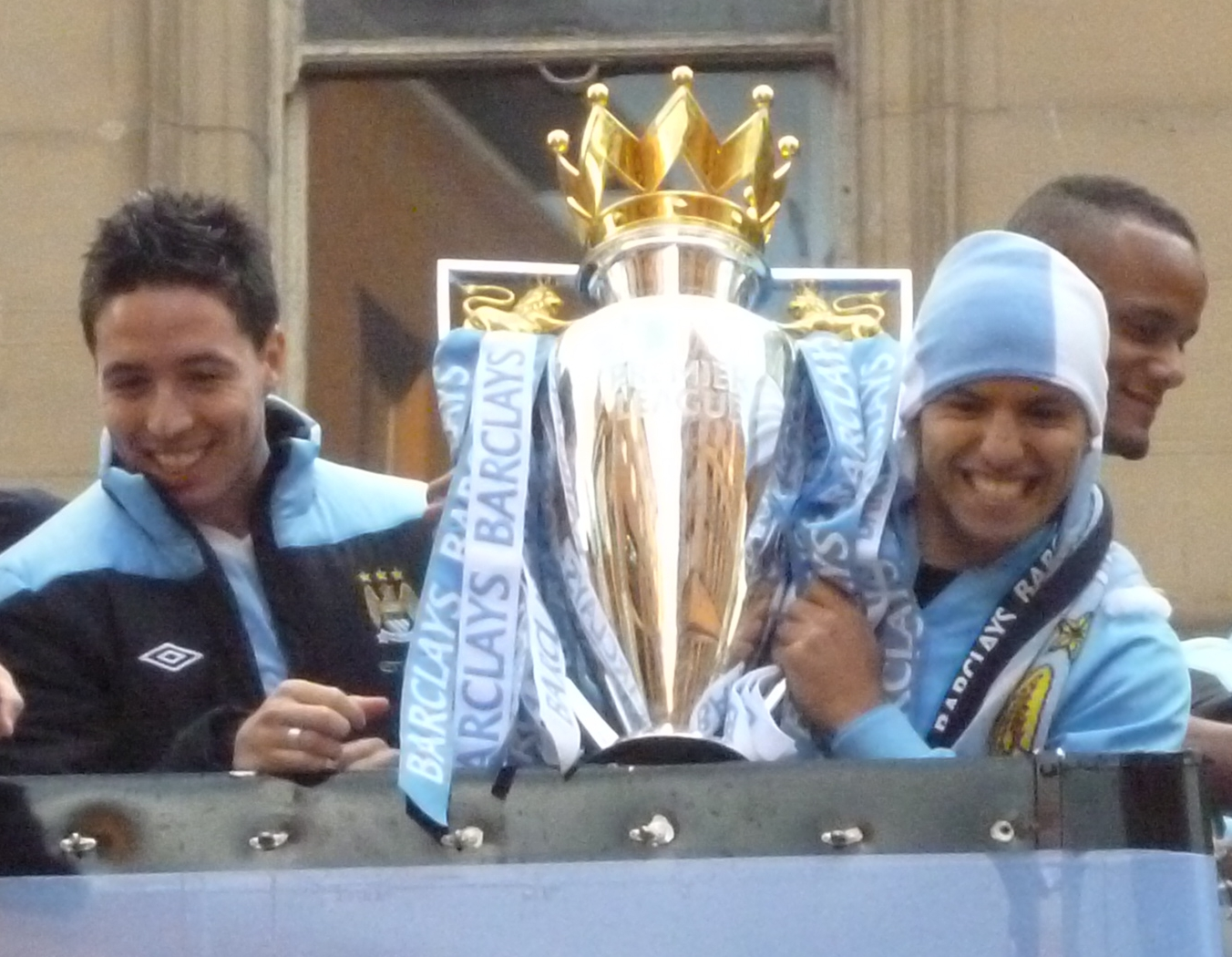
Samir Nasri y Sergio Agüero celebrando con el trofeo de la Premier League.

De cara a la edición 2012-13, el triunfo del Manchester City en la temporada anterior fue suficiente para convencer a muchos expertos, previamente escépticos sobre la idea de que el City estuviera listo para ser campeón, de que los Sky Blues serían capaces de defender inmediatamente el título. Sin embargo, el City acabó subcampeón, detrás del Manchester United, con una diferencia de once puntos. Para colmo de males, a pesar de que el club llegó a la final de la FA Cup por segunda vez en 3 años, sufrió una sorprendente derrota ante el descendido Wigan Athletic, y Roberto Mancini fue despedido dos días después de la derrota.
Tras recuperar el título de la Premier League, el entrenador del United, Alex Ferguson, anunció su retiro después de 26 años a cargo en Old Trafford. Sin Ferguson, los Diablos Rojos inmediatamente tuvieron problemas, terminando la temporada 2013-14 en el séptimo lugar y sin clasificarse a copas europeas por primera vez en 25 años. La mala temporada, que vio al sucesor nominado por el propio Ferguson, David Moyes, despedido después de menos de un año en el cargo, en última instancia demostraría ser solo el comienzo de un período prolongado de poco éxito, con los comentaristas casi una década después continuando intentando proporcionar una narrativa o explicaciones para sus deficiencias.
Una vez disipada la amenaza de larga data de su rival más cercano, el City tuvo el camino hacia un éxito sostenido. El nuevo entrenador Manuel Pellegrini, ganó la Premier League en su primera temporada a cargo, y aunque sus siguientes dos temporadas fueron menos exitosas, la introducción de su sucesor, Pep Guardiola, revitalizaría al equipo. Al final de la temporada 2020-21, el City había ganado cinco títulos de liga en diez temporadas y terminó segundo tres veces, sin terminar nunca fuera de los cuatro primeros, y es frecuentemente descrito como el nuevo equipo dominante del fútbol inglés. Cuando se le pidió que repasara la década anterior del City en un evento para conmemorar la inauguración de una estatua de Sergio Agüero en 2022, el presidente del club, Khaldoon Al Mubarak, comentó: «Es el momento que lo cambió todo. Si miras los 10 años transcurridos desde entonces, ese fue el momento que introdujo lo que está por venir».

#### «That Agüero goal»
| En mi carrera hasta ahora es el objetivo más importante. Marcas el gol en el último minuto para ganar el título. No estás seguro de que si eso volverá a suceder. Ojalá pudiera decirte cómo lo hice pero no puedo. Pensé por todo el mundo que Mario [Balotelli] iba a intentarlo él mismo, pero simplemente lo movió uno más y cayó a mis pies y pensé: 'Dale al objetivo, dale tan fuerte como puedas y dale al objetivo'. Y entró.—Sergio Agüero sobre su gol en el minuto de descuento ante Queens Park Rangers, que significó el título para el Manchester City en 44 años. |

Más allá de simplemente sellar la victoria que le dio al City su primer Premier League, el gol marcado por Agüero se convirtió en un momento significativo en la historia, y en sí mismo. Reconocido como el momento decisivo que selló la victoria del City, el gol del Kun rápidamente ganó un legado perdurable como uno de los goles más importantes jamás marcado en la Premier League, y en los años siguientes aparecería repetidamente en las listas de momentos clave de la liga. y ser comentado y mencionado en entrevistas y artículos por profesionales del fútbol. En el lenguaje común, el gol pasó a ser conocido como «That Agüero goal»
Entre los fanáticos del Manchester City, el gol y el evento más amplio de la victoria por el título recibieron el apodo de «93:20», en alusión al tiempo exacto en minutos y segundos en el que se marcó el gol. El apodo se volvió tan sinónimo que el propio club lo adoptó en frecuentes ocasiones. En 2015, el club renovaría parte del estadio, instalando un bar en la suite de hospitalidad llamado «93:20» -el club llegaría a referirse a la sección de hospitalidad como los asientos «93:20» en algunos medios. En 2017, se produjo un minidocumental titulado «93:20», y luego, cinco años más tarde, se lanzó un segundo documental para celebrar el décimo aniversario del gol, esta vez llamándolo «93:20 | The Ultimate Premier League Finale».
En 2021, la camiseta local del City rindió homenaje al gol de la victoria, con el cuerpo de la tradicional camiseta azul cielo formado en realidad por un patrón sublimado repetido de pantallas de catorce segmentos que hacen referencia a la idea de un reloj digital, con la hora 93:20 impresa en el interior del cuello de la camiseta. Al final de la misma temporada, el club produjo una segunda camiseta conmemorativa, esta vez diseñada como camiseta pre-match. Presentó imágenes cuadro por cuadro del gol de Agüero impreso en aros blancos y azules y el nombre «Agüeroooo» impreso en la parte posterior, con el nombre y el número nuevamente en estilo de visualización segmentada. La camiseta recibió el nombre oficial de 93:20 ULTRA 1.4 . También se inauguró una estatua del Kun Agüero en el décimo aniversario del gol, con una pose que captura el momento en que corrió por la banda inmediatamente después de anotar, balanceando su camiseta sobre su cabeza en señal de celebración.
El comentarista de Sky Sports, Martin Tyler, también hizo historia con su comentario en el gol del argentino. La combinación del dramatismo del acontecimiento y los comentarios incrédulos de Tyler mientras observaba cómo se desarrollaba captaron inmediatamente la atención del público y ganaron una reputación duradera. Su narración del gol es considerada por muchos como uno de los comentarios más memorables en la historia del deporte -en 2017, fue clasificado por el periodista de The Independent Miguel Delaney como el momento más significativo en la historia de la Premier League. Varias citas del comentario de Tyler pasaron a formar parte del folclore del evento. Al gritar el nombre de Agüero -sostenido durante varios segundos- el meta se ganó otro apodo como «Agüerooooo». Sus palabras «Así que míralo, tómalo» continuarían una década después para inspirar el nombre de un documental de Sky Sports sobre el ascenso del City, mientras que en 2020, el comentarista Clive Tyldesley, cuando fue entrevistado sobre el papel de Tyler en el legado del juego y el gol, comentó: «Cuando Martin Tyler grita: 'Agüero', esa no es la gran parte; la gran parte es: 'Juro que nunca volverás a ver algo como esto'. Es una gran decisión para un comentarista, pero en realidad, editorialmente, se sostiene. Era correcto, y eso es lo que haces: tienes que inventar algo que resista la prueba del tiempo».

### Queens Park Rangers
| Pos. | Equipo              | PJ | G  | E  | P  | GF | GC | Dif. | Pts. |
| ---- | ------------------- | -- | -- | -- | -- | -- | -- | ---- | ---- |
| 15   | Wigan Athletic      | 38 | 11 | 10 | 17 | 42 | 62 | –20  | 43   |
| 16   | Aston Villa         | 38 | 7  | 17 | 14 | 37 | 53 | –16  | 38   |
| 17   | Queens Park Rangers | 38 | 10 | 7  | 21 | 43 | 66 | –23  | 37   |
| 18   | Bolton Wanderers    | 38 | 10 | 6  | 22 | 46 | 77 | –31  | 36   |
| 19   | Blackburn Rovers    | 38 | 8  | 7  | 23 | 48 | 78 | –30  | 31   |

A pesar de su derrota, el Queens Park Rangers se salvó del descenso después de que Bolton empatara 2-2 contra el Stoke City, sin poder superarlo. Tras el partido contra el City, el entrenador Mark Hughes prometió que la temporada siguiente no habría otra batalla por el descenso. El QPR invirtió mucho en su plantilla durante el verano, incorporando una docena de nuevos jugadores. De todos modos, el QPR comenzó mal la temporada 2012-13 y Hughes fue despedido el 23 de noviembre de 2012 después de no ganar ninguno de los primeros 12 partidos. Fue sustituido por Harry Redknapp al día siguiente.
La racha sin victorias del QPR terminó con una victoria por 2-1 sobre Fulham F. C. el 15 de diciembre de 2012. En el mercado de pases de enero, el club volvió a fichar a varios nuevos jugadores, rompiendo su récord de transferencia dos veces en el espacio de 15 días, pero después de ganar solo cuatro partidos de liga durante toda la temporada, el Queens Park Rangers descendió al Championship, terminando la temporada a 14 puntos de la permanencia. El QPR logró volver a la Premier League en 2013-14, clasificándose el 25 de mayo de 2014 después de una victoria en la final de los playoffs sobre el Derby County, pero duró solo una temporada más, siendo relegado el 10 de mayo de 2015 después de una derrota por 6-0 ante el Manchester City.

#### Joey Barton
En las horas posteriores al partido, Joey Barton envió una serie de tuits pidiendo disculpas a los fanáticos de su club, pero admitiendo que había seguido atacando a los jugadores con la esperanza de ver a los jugadores del City también expulsados. El 23 de mayo, Barton fue acusado por la Asociación Inglesa de Fútbol (FA) de dos cargos separados por conducta violenta. Se le impuso una suspensión de cuatro partidos por el incidente con Tévez, y una suspensión adicional de ocho partidos por las demás acciones que realizó al salir del campo, así como una multa de 75 000 libras. La suspensión total de 12 partidos fue la más larga impuesta en la historia de la Premier League. Dos días después, el club le quitó la capitanía y lo multó con seis semanas de salario. En las siguientes semanas también quedaría fuera de la gira de pretemporada de su club, y no le darían un número de equipo para la temporada siguiente.
El 31 de agosto, Barton completó un préstamo por una temporada al Olympique de Marsella de la Ligue 1, creyendo que la mudanza a Francia le permitiría cumplir su suspensión del fútbol inglés y aún así tener tiempo de juego. Sin embargo, el 7 de septiembre, la LFP anunció que su suspensión de 12 partidos también se aplicaría a los partidos franceses, dejándolo solo capaz de participar en partidos de Europa League hasta que transcurriera dicha suspensión. Barton finalmente hizo su debut nacional el 25 de noviembre, en una victoria en casa por 1-0 contra el Lille O. S. C.. Aunque el inglés afirmó inicialmente que no tenía intención de regresar al QPR, regresó a su club matriz para la temporada 2013-14. Jugó con ellos durante dos temporadas más antes de marcharse en 2015.